# (28) Bellona
(28) Bellona ist ein Asteroid des mittleren Hauptgürtels, der am 1. März 1854 vom deutschen Astronomen Karl Theodor Robert Luther an der Sternwarte Düsseldorf entdeckt wurde.
Der Asteroid wurde benannt nach Bellona, in der römischen Mythologie eine Kriegsgöttin, Ehefrau, Schwester, Amme oder Mutter des Mars. Die Benennung erfolgte durch Johann Franz Encke zu Beginn des Krimkrieges (1853–1856), siehe auch die Bemerkungen zu (40) Harmonia. Als Symbol für den Asteroiden wurde  gewählt, „welches Zeichen die Geissel und den Spiess der kriegerischen Schwester des Mars vorstellen soll.“

## Wissenschaftliche Auswertung
Mit Daten radiometrischer Beobachtungen im Infraroten von 1974 am Cerro Tololo Inter-American Observatory in Chile wurden für (28) Bellona erstmals Werte für den Durchmesser und die Albedo von 126 km bzw. 0,13 bestimmt. Aus Ergebnissen der IRAS Minor Planet Survey (IMPS) wurden 1992 Angaben zu Durchmesser und Albedo für zahlreiche Asteroiden abgeleitet, darunter auch (28) Bellona, für die damals Werte von 120,9 km bzw. 0,18 erhalten wurden. Mit dem Satelliten Midcourse Space Experiment (MSX) wurden 1996 bis 1997 im Rahmen der Infrared Minor Planet Survey (MIMPS) Daten gewonnen, aus denen für (28) Bellona Werte für den mittleren Durchmesser und die Albedo von 123,1 km bzw. 0,17 bestimmt wurden. Radarastronomische Untersuchungen am Arecibo-Observatorium am 6. und 10. Februar 2002 bei 2,38 GHz ergaben einen effektiven Durchmesser von 110 ± 13 km. Mit hochaufgelösten Aufnahmen mit dem Adaptive Optics (AO)-System am Teleskop II des Keck-Observatoriums auf Hawaiʻi im Infraroten vom 3. April 2007 konnte ein äquivalenter Durchmesser von 121 ± 11 km abgeleitet werden. Eine Auswertung von Beobachtungen durch das Projekt NEOWISE im nahen Infrarot führte 2012 zu vorläufigen Werten für den Durchmesser und die Albedo im sichtbaren Bereich von 146,7 km bzw. 0,12.
Photometrische Beobachtungen von (28) Bellona fanden erstmals statt während drei Nächten vom 28. Februar bis 13. März 1965 an der Southern Station der Sternwarte Leiden in Südafrika. Aus den aufgezeichneten Lichtkurven wurden fünf mögliche Werte für die Rotationsperiode zwischen 15 und 19 Stunden ermittelt, von denen der Wert 16,52 h am wahrscheinlichsten erschien. Neue Messungen am 24. und 25. März 1979 sowie am 4. und 5. Juli 1980 am Table Mountain Observatory in Kalifornien standen jedoch im Widerspruch zu dieser Annahme. Stattdessen wurde hier eine Rotationsperiode von 15,695 h bestimmt.
Aus den archivierten Daten von 1965 bis 1980 konnten in einer Untersuchung von 1984 zwei alternative Rotationsachsen und die Achsenverhältnisse eines dreiachsig-ellipsoidischen Gestaltmodells abgeleitet werden. Eine Untersuchung von 1993 konnte diesbezüglich verbesserte Werte liefern. Zur Klärung der Unsicherheit der Rotationsperiode erfolgten vom 28. April bis 10. Mai 2007 Beobachtungen am Palmer Divide Observatory in Colorado, welche die kürzere Periode mit einem Wert von 15,707 h bestätigten.
Aus archivierten Daten des Uppsala Asteroid Photometric Catalogue (UAPC) wurde in einer Untersuchung von 2009 für den Asteroiden zwar ein verbesserter Wert für die Rotationsperiode von 15,70785 h berechnet, die Lage der Rotationsachse konnte aber nur eingeschränkt bestimmt werden. Neue photometrische Beobachtungen erfolgten wieder vom 16. Dezember 2010 bis 13. Februar 2011 am Organ Mesa Observatory in New Mexico. Aus den gemessenen Daten wurde eine Rotationsperiode von 15,706 h bestimmt. Durch die Auswertung von 8 Beobachtungen einer Sternbedeckung durch den Asteroiden am 5. Mai 2002 konnten dann in einer Untersuchung von 2011 zwei alternative Lösungen für die Rotationsachse, nahezu in der Ebene der Ekliptik gelegen, und eine Rotationsperiode von 15,70785 h abgeleitet werden. Es wurde außerdem ein mittlerer Durchmesser von 97 oder 100 ± 10 km bestimmt.
Mit dem neuen Algorithmus All-Data Asteroid Modeling (ADAM) wurde dann 2017 ein Gestaltmodell erstellt, das alle verfügbaren photometrischen Daten in Verbindung mit hochaufgelösten Infrarot-Aufnahmen des Keck-II-Teleskops auf Hawaiʻi vom April 2007 (siehe oben) reproduziert. Für die Rotationsachse wurde eine eindeutige und verbesserte Position mit retrograder Rotation und eine Periode von 15,70785 h bestimmt. Für die Größe wurde ein volumenäquivalenter Durchmesser von 135 ± 7 km abgeleitet. Vom 3. bis 19. Juni 2021 wurden an verschiedenen spanischen Observatorien erneut photometrische Beobachtungen von (28) Bellona durchgeführt. Aus der Lichtkurve wurde hier eine Rotationsperiode von 15,70 h abgeleitet.
Zwischen 2012 und 2018 wurden mit der All-Sky Automated Survey for Supernovae (ASAS-SN) auch photometrische Daten von 20.000 Asteroiden aufgezeichnet. Auf mehr als 5000 davon konnte erfolgreich die Methode der konvexen Inversion angewendet werden, darunter auch (28) Bellona, für die in einer Untersuchung von 2021 ein verbessertes dreidimensionales Gestaltmodell für zwei alternative Rotationsachsen nahe zur Ebene der Ekliptik gelegen und eine Periode von 15,7078 h berechnet wurde.
Abschätzungen von Masse und Dichte für den Asteroiden (28) Bellona aufgrund von gravitativen Beeinflussungen auf Testkörper ergaben in einer Untersuchung von 2012 eine Masse von etwa 2,62·1018 kg, was mit einem angenommenen Durchmesser von etwa 108 km zu einer Dichte von 3,95 g/cm³ führte bei keiner Porosität. Diese Werte besitzen eine Unsicherheit im Bereich von ±32 %.

## Bellona-Familie
(28) Bellona ist namensgebendes und größtes Mitglied einer Asteroidenfamilie mit ähnlichen Bahneigenschaften, wie eine Große Halbachse von 2,73–2,81 AE, eine Exzentrizität von 0,17–0,19 und eine Bahnneigung von 8,1°–8,8°. Taxonomisch handelt es sich um Asteroiden der Spektralklasse C, S und X, die mittlere Albedo liegt bei 0,08. Der Bellona-Familie wurden im Jahr 2019 etwa 266 Mitglieder zugerechnet.